# Ercole Pace
Ercole Pace (Roma, 28 settembre 1906 – Roma, 9 giugno 1983) è stato un inventore e tecnico del suono italiano.

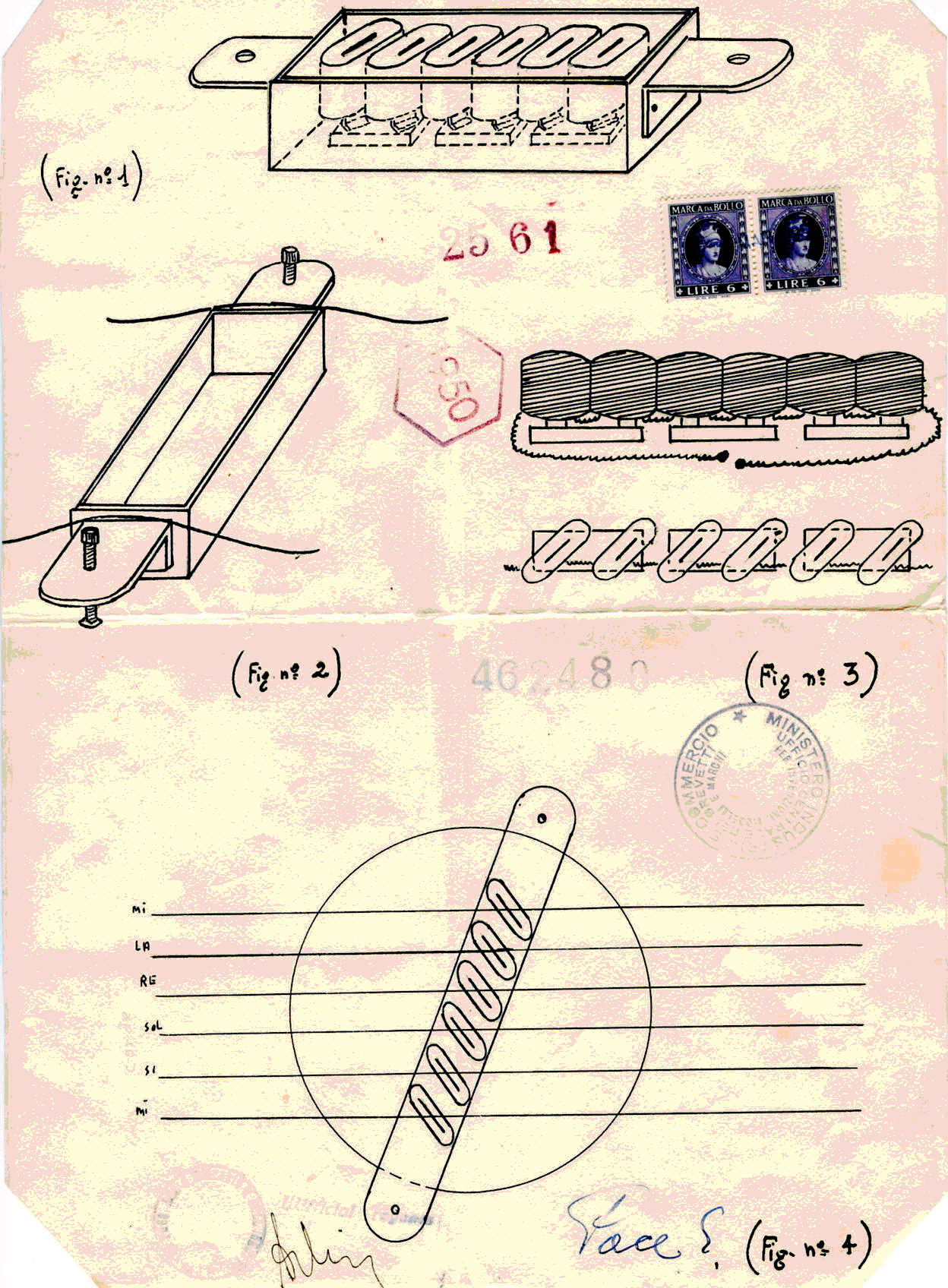
Allegato grafico al brevetto n. 462480/1951

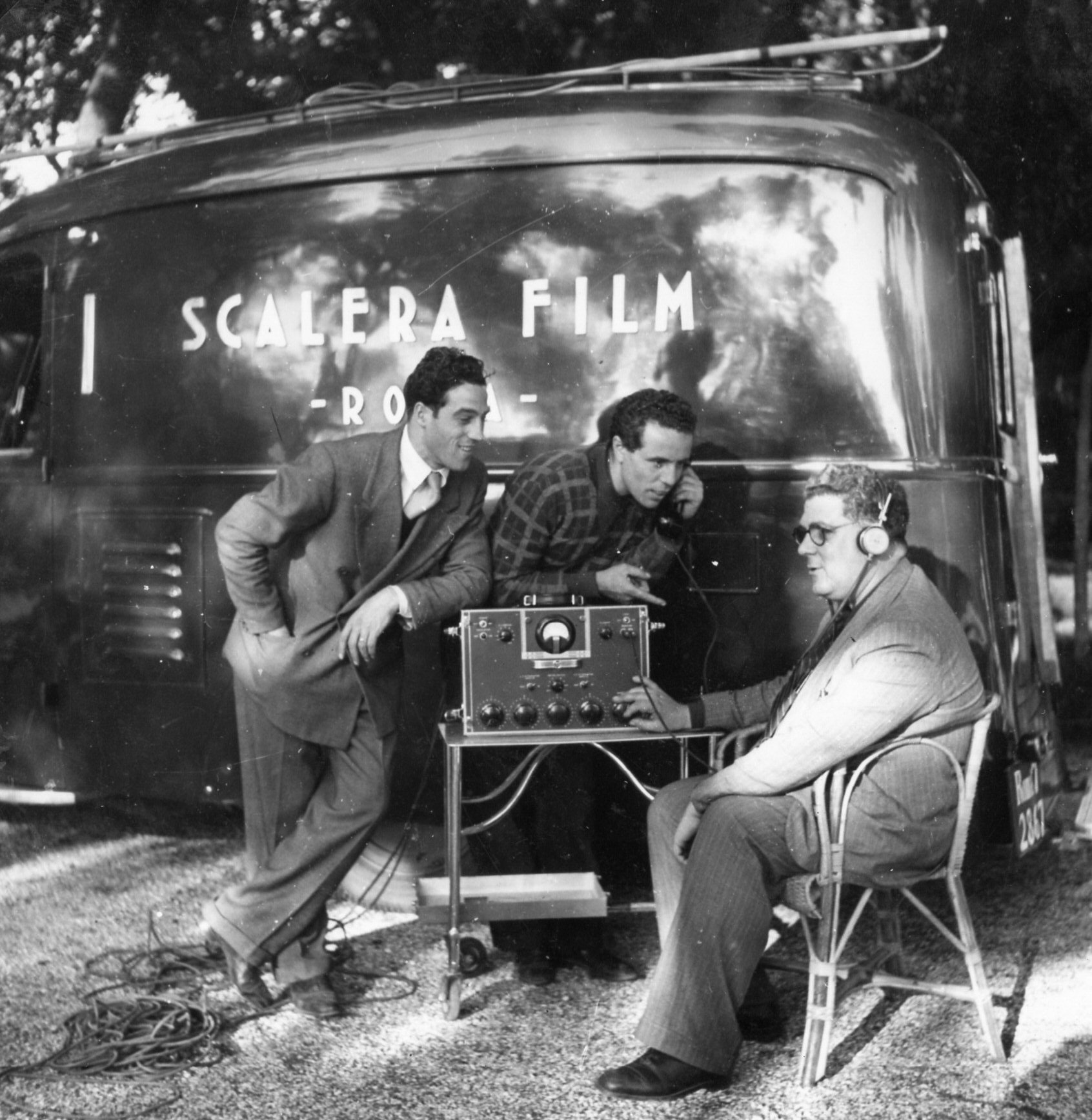
Ercole Pace (al centro) su un set della Scalera Film

Ha lavorato principalmente come tecnico del suono nell'industria cinematografica.

## Biografia
Secondo degli otto figli di Italo Pace, in gioventù fu fervente antifascista e per tale ragione fu arrestato più volte e detenuto nella cella adiacente a quella di Gian Carlo Pajetta di cui era amico. 
In seguito ebbe il riconoscimento ufficiale di perseguitato politico dall'Associazione Nazionale Perseguitati Politici Italiani Antifascisti.
Si sposò con Lucrezia Panettoni, detta Giulia, da cui ebbe tre figli Silvia, Rossana e Sergio.
Tra gli otto fratelli, era probabilmente il più animato da interessi culturali, aspirazioni e da obiettive doti intellettuali, infatti lasciò ben presto il lavoro di elettricista all'Azienda Tranviaria di Roma per diventare coordinatore delle luci del Teatro dell'Opera e quindi approdare al cinema dove divenne un noto ed apprezzato fonico:  prima alla Scalera Film e poi alla Titanus, collaborando anche con altre case cinematografiche, tra cui la Romana Film e la Zeus Film.
Durante il periodo alla Titanus, dove lavorò fino al suo pensionamento, avvenuto nel 1966, precisamente operò negli stabilimenti di Roma, oggi gestiti dalla CDC Sefit group.
Lavorò con registi famosi come Eduardo De Filippo, Vittorio De Sica, Roberto Rossellini, Federico Fellini, Alberto Lattuada, Luchino Visconti, Guido Brignone, Amleto Palermi e con gran parte dei registi e attori del neorealismo italiano. 

Ercole Pace (con il telefono a sinistra) sul set di Le sorprese del divorzio al Sestriere

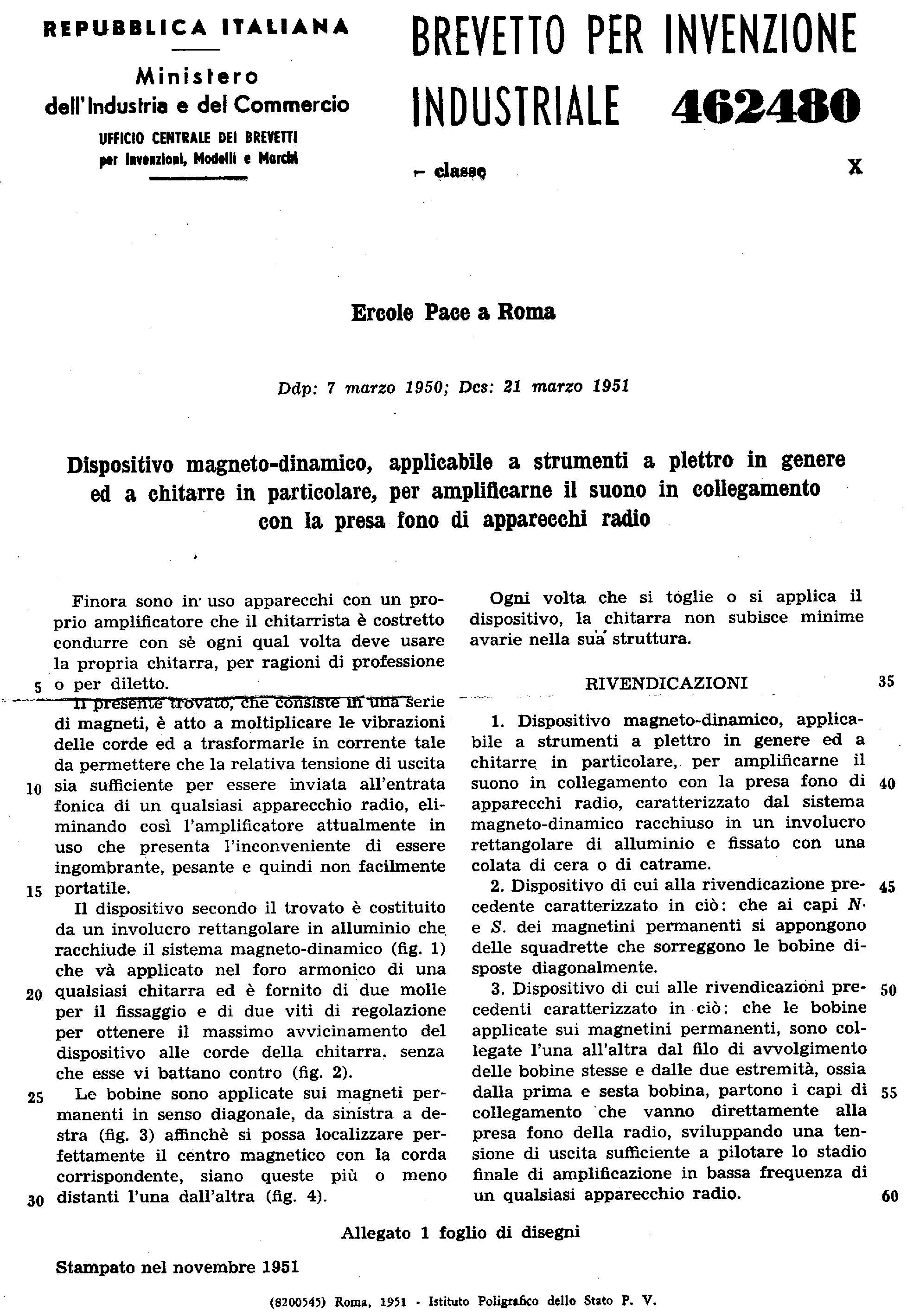
Il primo brevetto in Italia per la chitarra elettrica ottenuto da Ercole Pace il 21 marzo 1951 al n. 462480 su domanda presentata il 7 marzo 1950

Ercole Pace sul set di Le sorprese del divorzio al Sestriere

Ercole Pace (a sinistra) sul set di È caduta una donna di Alfredo Guarini

Ercole Pace, in piedi al centro, sul set di Cavalleria rusticana in Sicilia

Tra i film più importanti a cui ha lavorato: La spiaggia, 1954 (regista Alberto Lattuada), Cento serenate, 1954 (regista Anton Giulio Majano),
Gli innocenti pagano, 1953 (regista Luigi Capuano),
Una donna prega, 1953 (regista Anton Giulio Majano),
Serenata amara, 1952 (regista Pino Mercanti),
Marito e moglie, 1952 (regista Eduardo De Filippo),
La figlia del diavolo, 1952 (regista Primo Zeglio),
La carovana del peccato, 1952 (regista Pino Mercanti), La vendetta di una pazza, 1951 (regista Pino Mercanti),
Angelo tra la folla, 1950 (regista Leonardo De Mitri).
Non si hanno invece notizie precise sul periodo precedente al 1950, in cui operò presso la Scalera Film, in quanto Ercole Pace era persona modesta e schiva e non amava apparire nei titoli di testa, preferendo cedere l'onore ad altri colleghi, con la conseguenza che il suo nome non risulta mai ufficialmente accreditato in alcun film della Scalera.
Risale anche a quel periodo la collaborazione con De Sica, Rossellini, Fellini, Visconti, Brignone e Palermi. Con certezza lavorò come fonico nel 1939 in Le sorprese del divorzio (regista Guido Brignone), nel 1939 in Cavalleria rusticana (regista Amleto Palermi), nel 1941 in Tosca (regista Jean Renoir e poi Carl Kock, assistito da Luchino Visconti), nel 1941 in È caduta una donna (regista Alfredo Guarini), nel 1943 in I bambini ci guardano (regista Vittorio De Sica) e molto probabilmente nel 1941 anche in Il re si diverte (regista Mario Bonnard).

Ercole Pace sul set di Cavalleria rusticana in Sicilia; a sinistra Leonardo Cortese, al centro con il cappello si intravede Massimo Terzano

Si può comunque ritenere con buona approssimazione che Ercole Pace abbia lavorato alla Scalera dal 1938 ad un ritmo di circa tre film l'anno.
Fu responsabile del doppiaggio dal 1947 al 1959 per gli otto film musicali interpretati dal tenore Mario Lanza nel suo contratto con la Metro Goldwyn Mayer.
L'interesse per la gestione del suono lo portò nel 1950 ad ideare il primo brevetto in Italia per la chitarra elettrica che produsse in serie in un piccolo laboratorio in Trastevere, piazza di Santa Rufina 17. Nel 2016 l'immobile esisteva ancora, anche se il fabbricato appariva fatiscente. L'originale apparecchio fu acquistato dai più noti chitarristi dell'epoca.
La dizione esatta del brevetto N° 462480 concesso il 21 marzo 1951 era Dispositivo magneto-dinamico, applicabile a strumenti a plettro in genere ed a chitarre in particolare, per amplificare il suono in collegamento con la presa fono di apparecchi radio.
Tale dispositivo differiva dall'analoga invenzione oltreoceano di Leo Fender di due anni prima (di cui Ercole Pace era ignaro), in quanto il pickup applicato prevedeva un più elaborato avvolgimento per ogni magnete, anziché un unico avvolgimento per tutti i magneti come il pickup di Fender; adottando appunto una bobina per ogni corda Ercole Pace mirava a rendere il rilevamento delle sei corde più bilanciato ed accurato. Sotto il profilo tecnico si trattava quindi di due brevetti diversi.

Ercole Pace sul set di un film (da identificare) in piedi accanto a Amleto Palermi, seduto con occhiali scuri

Ercole Pace sul set probabilmente di Il re si diverte assieme a Juan de Landa (tra le due donne)

Ercole Pace, ultimo a sinistra, sul set di un film (da identificare)

Ercole Pace (a destra) negli studi della Scalera nel 1948

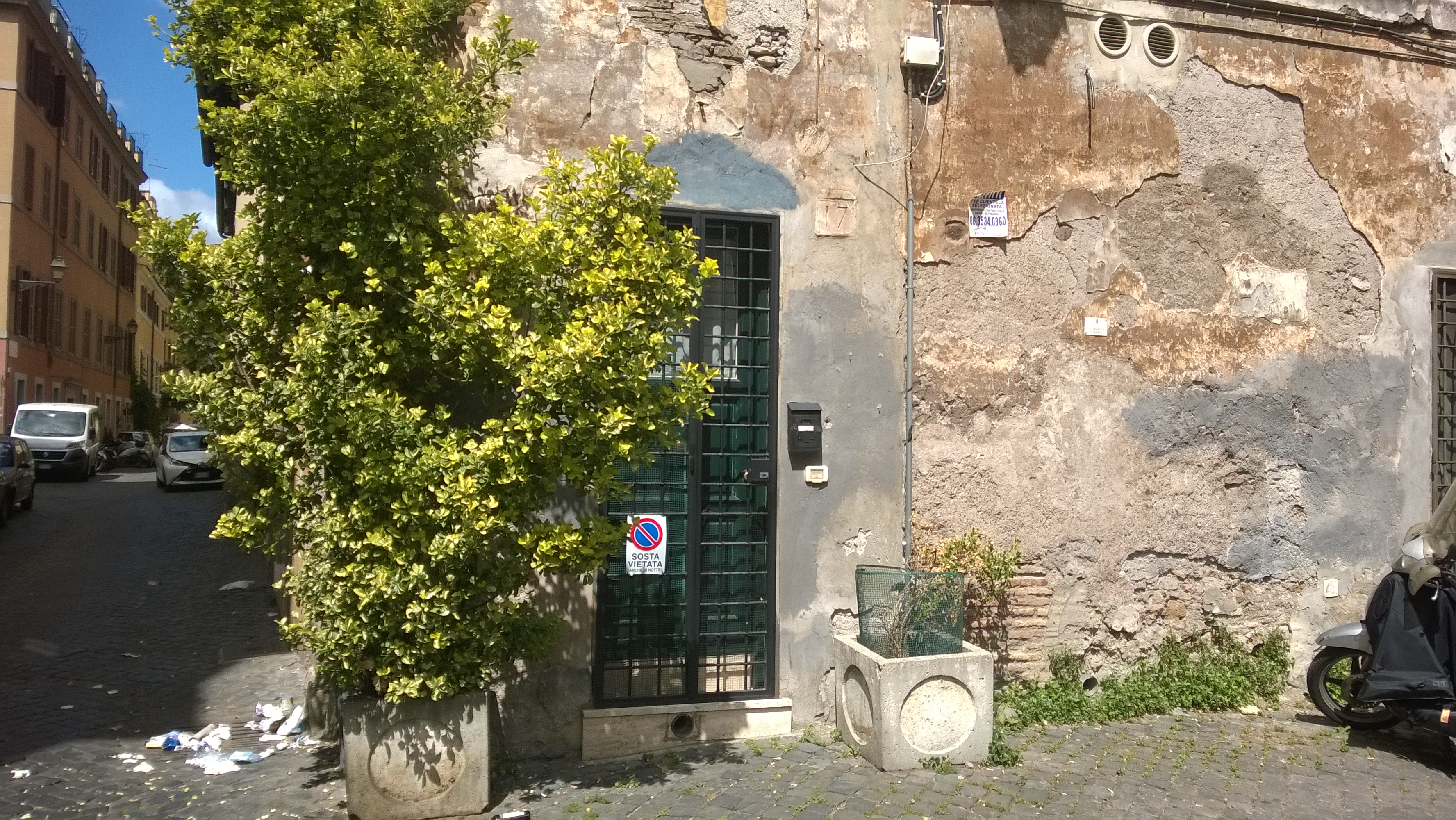
Come appariva l'ex laboratorio di Ercole Pace nel 2016

Ben presto il suo brevetto fu imitato con piccole differenze e commercializzato da altri imprenditori con maggiori disponibilità finanziarie.
Nel 1967 ideò anche un primo prototipo di telecomando a filo per televisore, con cui la moglie Giulia poteva cambiare i due canali Rai e regolare il volume.
Nel 2017 Roma Capitale ha avviato il procedimento amministrativo per intitolargli un'area di circolazione.

## Filmografia parziale

### Fonico
- Le sorprese del divorzio, regia di Guido Brignone (1939)
- Cavalleria rusticana, regia di Amleto Palermi (1939)
- Il re si diverte, regia di Mario Bonnard (1941)
- Tosca, regia di Carl Koch (1941)
- È caduta una donna, regia di Alfredo Guarini (1941)
- I bambini ci guardano, regia di Vittorio De Sica (1943)
- Il bacio di mezzanotte (That Midnight Kiss), regia di Norman Taurog (1949)
- Il pescatore della Louisiana (The Toast of New Orleans), regia di Norman Taurog (1950)
- Angelo tra la folla, regia di Leonardo De Mitri (1950)
- Il grande Caruso (The Great Caruso), regia di Richard Thorpe (1951)
- La vendetta di una pazza, regia di Pino Mercanti (1951)
- Da quando sei mia (Because You're Mine), regia di Alexander Hall (1952)
- La carovana del peccato, regia di Pino Mercanti (1952)
- La figlia del diavolo, regia di Primo Zeglio (1952)
- Marito e moglie, regia di Eduardo De Filippo (1952)
- Serenata amara, regia di Pino Mercanti (1952)
- Una donna prega, regia di Anton Giulio Majano (1953)
- Gli innocenti pagano, regia di Luigi Capuano (1953)
- Il principe studente (The Student Prince), regia di Richard Thorpe (1954)
- Cento serenate, regia di Anton Giulio Majano (1954)
- La spiaggia, regia di Alberto Lattuada (1954)
- Serenata (Serenade), regia di Anthony Mann (1956)
- Arrivederci Roma, regia di Roy Rowland (1958)
- Come prima (For the First Time), regia di Rudolph Maté (1959)